# Sebastián Yánez
Sebastián Yánez Meléndez (Hermosillo, Sonora, 6 de abril de 2003) es un futbolista mexicano que se desempeña como defensa en el Querétaro F.C. Sub-23 de la Liga MX Sub-23.

## Trayectoria

### Club Tijuana
Debutó, a nivel profesional, con el Club Tijuana el viernes 6 de agosto de 2021 enfrentando al Deportivo Toluca Fútbol Club, encuentro que culminó con un marcador de 0-2 a favor de los diablos.

## Estadísticas
Actualizado al último partido disputado el 10 de abril de 2024.
| Club                | Div.          | Temporada     | Liga  | Liga  | Copas nacionales | Copas nacionales | Copas internacionales | Copas internacionales | Total | Total |
| Club                | Div.          | Temporada     | Part. | Goles | Part.            | Goles            | Part.                 | Goles                 | Part. | Goles |
| ------------------- | ------------- | ------------- | ----- | ----- | ---------------- | ---------------- | --------------------- | --------------------- | ----- | ----- |
| C. Tijuana · México | 1.ª           | 2021-22       | 6     | 0     | —                | —                | —                     | —                     | 6     | 0     |
| C. Tijuana · México | Total club    | Total club    | 6     | 0     | 0                | 0                | 0                     | 0                     | 6     | 0     |
| Dorados · México    | 1.ª           | 2024          | 12    | 0     | —                | —                | —                     | —                     | 12    | 0     |
| Dorados · México    | Total club    | Total club    | 12    | 0     | 0                | 0                | 0                     | 0                     | 12    | 0     |
| Total carrera       | Total carrera | Total carrera | 18    | 0     | 0                | 0                | 0                     | 0                     | 18    | 0     |